# RakNet
 (août 2010).
RakNet est un moteur réseau qui se présente sous la forme d'une bibliothèque C++ de haut niveau permettant de développer des applications réseau. Disponible pour Windows, Linux et Unix d’abord sous licence propriétaire et puis depuis juillet 2014 sous licence BSD (après le rachat par Oculus VR), elle a été développée spécialement pour les jeux en ligne ou l'ajout de mode multijoueur à des jeux solo, et utilise le protocole UDP.
En janvier 2011, RakNet prend en charge Xbox 360. Plus tôt en 2010, RakNet avait déjà évolué pour être compatible PlayStation 3,.